# 盲俠智多星
《盲俠智多星》（直译：九尾貓/九尾鞭）是一部1971年在義大利製作的電影，由達利歐·阿基多執導，改編自達丹諾·薩凱蒂、路易吉·柯齊和布萊恩·埃德加·華萊士（未署名）创作的故事，由卡尔·莫尔登、詹姆斯·弗朗西斯庫斯和凯瑟琳·斯帕克主演。
雖然本片是阿基多所謂“動物三部曲”的中間一部（其余两部是《摧花手》和《血蠅》），但片名並不是指字面上的貓，也不是指九尾鞭，而是指主角在偵破謀殺案時所追查的線索數量。
這部電影在義大利獲得了商業上的成功，但在歐洲其他地區卻並非如此，不过在美國卻受到好評。阿基多在《破碎的鏡子，破碎的心靈：達利歐·阿基多的黑暗夢想》（Broken Mirrors, Broken Minds: The Dark Dreams of Dario Argento）一書中承認，他對這部電影不太滿意，並多次將其列為他所有電影中最不喜歡的一部。

## 剧情
一个身份不明的人闯入了泰尔齐医学研究所，但似乎什么东西也没拿走。研究所的医生卡拉布雷西向未婚妻比安卡·梅鲁西透露，他知道是谁闯入了研究所，也知道为什么。他企图勒索此人，但被推到了一列驶来的火车前，致其死亡。一名狗仔隊摄影师拍下了卡拉布雷西摔下月台的过程，但没有拍到凶手。
记者卡洛·焦尔达尼一直在报道这起入室盜竊案的调查，他写了一篇关于卡拉布雷西之死的文章，附上了那张照片。曾经是王牌记者的中年盲人“饼干”佛朗哥·阿尔诺和侄女洛里在读完这篇文章后拜访了卡洛。佛朗哥的直觉告诉他报纸上的照片被人剪裁过，而卡洛打电话给摄影师也证实了这一点。然而，在他们要求摄影师打印整张照片后，有人将摄影师勒死。凶手在卡洛、佛朗哥和洛里赶到之前拿走了照片和所有底片。
佛朗哥給卡洛留下深刻印象，于是卡洛让他协助自己调查。在讨论案情时，他们覺察到九条线索：剩下的五位研究所科学家（蒙贝利、埃森、卡索尼、布劳恩和所长泰尔齐）、泰尔齐的女儿安娜、比安卡（卡拉布雷西的未婚妻）、最初的入室盗窃事件和丢失的照片。他们开玩笑说这起案件就像九尾鞭，决心追查每一条线索。
卡洛找安娜谈话，她透露研究所一直在研究“XYY-三體”。他们的研究表明，帶有XYY染色體的人有“犯罪倾向”。与此同时，佛朗哥和洛里见到了比安卡，她没有提供更多信息，但洛里对佛朗哥说，比安卡在说话时紧张地拨弄着一个小的盒式吊墜。
当晚，比安卡搜查了卡拉布雷西的车，发现了一张纸条，上面详细描述了小偷/凶手的身份。她把纸条藏在吊墜里。比安卡回到自己的公寓，后被凶手勒死。凶手搜遍了她的全身，都没有找到藏在吊墜里的纸条。
尽管收到了凶手的恐吓信，卡洛和佛朗哥还是继续调查。卡洛与研究所的其他医生进行了交谈。蒙贝利医生透露，研究所的每個人都提交了XYY研究測試的血液樣本。同时，卡索尼医生推测，XYY检测可能会成为一种预防犯罪的方法。当晚，卡洛和佛朗哥都分别躲过了谋杀。卡洛想要找到布劳恩医生，他的逃跑让他成为了嫌疑人，但赶到他男友的家里，却发现他已经被刺死了。
佛朗哥告诉卡洛，比安卡的死一定是因为凶手怀疑她身上有证据，他想起洛里提到过比安卡的吊坠，猜测证据可能就在吊坠里。他们发现比安卡和吊坠一起下葬了，于是他们来到墓室，搜查她的棺材。在吊坠里，他们找到了折叠的纸条，但还没来得及看，凶手就关上了墓室的门，把卡洛锁在里面，留在外面的佛朗哥则遭到攻擊。凶手拿走了纸条，但佛朗哥用藏有刀劍的手杖刺伤了他，导致凶手逃走。凶手打电话给佛朗哥和卡洛，透露他绑架了洛里，除非他们停止调查，否则就会杀了她。他们知道凶手无论如何都会杀死洛里，于是报了警。
佛朗哥、卡洛和警察赶到泰尔齐研究所寻找洛里，但找不到。卡洛顺着血迹上到了屋顶，发现被佛朗哥刺伤的凶手卡索尼仍在流血。卡索尼准备刺死被捆绑并堵住嘴的洛里，但洛里跳到她面前挡下刀，肩膀被刺中。警察来到屋顶追赶卡索尼。佛朗哥用手杖阻止了他；卡索尼承认，他闯入这里是为了更换显示他的XYY染色体检测呈阳性的记录。当佛朗哥问起洛里时，卡索尼骗佛朗哥说已经杀了她。佛朗哥愤怒之下把他摔倒天窗上，玻璃破裂后坠下电梯井身亡，此时已得救的洛里正在呼喊“饼干”。

## 演员
- 詹姆斯·弗朗西斯庫斯（英语：James Franciscus） 饰 卡洛·焦尔达尼
- 卡尔·莫尔登 饰 “饼干”佛朗哥·阿尔诺
- 凯瑟琳·斯帕克（英语：Catherine Spaak） 饰 安娜·泰尔齐
- 皮爾·保羅·卡普尼（英语：Pier Paolo Capponi） 饰 斯皮米警司
- 霍斯特·弗蘭克（英语：Horst Frank） 饰 布劳恩医生
- 朗妲·拉西莫芙（英语：Rada Rassimov） 饰 比安卡·梅鲁西
- 提諾·卡拉羅（英语：Tino Carraro） 饰 富尔维奥·泰尔齐教授
- 辛琪亞·德卡羅利斯（英语：Cinzia De Carolis） 饰 洛里
- 艾多·雷吉亞尼 饰 卡索尼医生
- 卡洛·阿利吉耶羅 饰 卡拉布雷西医生
- 維托里奧·孔吉亞（英语：Vittorio Congia） 饰 里盖托
- 雨果·范加雷吉（英语：Ugo Fangareggi） 饰 倒霉蛋吉吉
- 湯姆·費利吉（英语：Tom Felleghy） 饰 埃森医生
- 埃米利奧·馬切西尼 饰 蒙贝利医生
- 維爾納·波查特（英语：Werner Pochath） 饰 马努埃尔
- 弗爾維奧·明戈齊（英语：Fulvio Mingozzi） 饰 斯皮米手下
- 科拉多·歐密（英语：Corrado Olmi） 饰 莫尔塞拉
- 皮諾·帕蒂 饰 理髮師

## 制作

### 劇本
達利歐·阿基多和達丹諾·薩凱蒂共同規劃了《盲俠智多星》的剧情，並分擔了劇本的写作。然而，由於製作是在劇本前40頁的基礎上進行的，而這几頁都是由阿基多撰寫的，阿基多要求编剧只署他的名字。僅因故事而署名意味著薩凱蒂的片酬大幅削減，因此引發了薩凱蒂與達利歐·阿基多和沙瓦多·阿基托（这部電影的製片人，達利歐的父親）之間激烈且公開的爭論。

### 拍摄
《盲俠智多星》於1970年9月至10月期間拍攝。本片在柏林、都灵和罗马的奇尼奇塔工作室摄制而成。

## 发行
《盲俠智多星》於1971年2月11日在義大利發行。國際發行有1971年5月在美國、1971年7月15日在西德由Constantin，以及1971年在法國由Wild Side。

### 票房
1971年，該片在義大利上映，票房收入達24億義大利里拉。

### 评价
在评论聚合网站爛番茄上，根據22條評論，《盲俠智多星》的支持率為82%，平均評分為6.5分（滿分10分）。網站的評論共識如下：“《盲俠智多星》精心挑選的演員陣容和導演獨特的視覺風格提升了这部阿基多电影的娛樂性。”在Metacritic上，根據5條影評人的評論，這部電影的加權平均分為63分（滿分為100分），表示「總體好評」。

## 脚注
1. ↑  Shipka 2011，第102頁.
2. 1 2 3 4 5  . Filmportal.de.   [2015-11-26]. （原始内容存档于2015-12-01）.
3. ↑  Paul 2005，第63頁.
4. ↑  . Electric Sheep. 2011-09-27  [2017-04-12]. （原始内容存档于2023-12-08） （美国英语）.
5. ↑  Luther-Smith,Adrian (1999). Blood and Black Lace: The Definitive Guide to Italian Sex and Horror Movies. Stray Cat Publishing Ltd. p. 20
6. ↑  DiVincenzo, Alex. . joblo.com. 2011-01-27  [2012-08-06]. （原始内容存档于2016-03-03）.
7. 1 2  Lucas, Tim. . Video Watchdog. 2007: 848. ISBN 978-0-9633756-1-2.
8. 1 2 3  . Bifi.fr.   [2015-11-26]. （原始内容存档于2015-11-27） （法语）.
9. ↑  Gallant 2000，第274-276頁.
10. ↑  Klain, Jane (编).  60. Quigley Publishing Company, Inc. 1989: 416. ISBN 0-900610-40-9.
11. ↑  Curti 2017，第253頁.
12. ↑  Curti 2017，第327頁.
13. ↑  爛番茄上《盲俠智多星》的資料（英文）
14. ↑  Metacritic上《盲俠智多星》的資料（英文）